# Sainte-Colombe (Ille-et-Vilaine)
Sainte-Colombe é uma comuna francesa na região administrativa da Bretanha, no departamento de Ille-et-Vilaine. Estende-se por uma área de 7,58 km². Em 2010 a comuna tinha 357 habitantes (densidade: 47,1 hab./km²).